# Liste des ministres italiens de l'Égalité des chances
Cet article dresse la liste des ministres italiens de l'Égalité des chances depuis la création de ce poste en 1996.

## Liste des ministres
| Ministre (Naissance–Décès)                                                   | Ministre (Naissance–Décès)    | Mandat                                                       | Parti | Parti   | Gouvernement      |
| ---------------------------------------------------------------------------- | ----------------------------- | ------------------------------------------------------------ | ----- | ------- | ----------------- |
|                                                                              | Anna Finocchiaro (1955)       | 18 mai 1996 – 21 mai 1998 (2 ans et 3 jours)                 |       | PDS     | Prodi I           |
|                                                                              | Laura Balbo (1933)            | 21 octobre 1998 – 26 avril 2000 (1 an, 6 mois et 5 jours)    |       | FdV     | D'Alema I·II      |
|                                                                              | Katia Bellillo (1951)         | 26 avril 2000 – 11 juin 2001 (1 an, 1 mois et 16 jours)      |       | PdCI    | Amato II          |
|                                                                              | Stefania Prestigiacomo (1966) | 11 juin 2001 – 17 mai 2006 (4 ans, 11 mois et 6 jours)       |       | FI      | Berlusconi II·III |
|                                                                              | Barbara Pollastrini (1947)    | 17 mai 2006 – 8 mai 2008 (1 an, 11 mois et 21 jours)         |       | DS / PD | Prodi II          |
|                                                                              | Mara Carfagna (1975)          | 8 mai 2008 – 16 novembre 2011 (3 ans, 6 mois et 8 jours)     |       | PDL     | Berlusconi IV     |
| Poste non-pourvu                                                             |                               |                                                              |       |         |                   |
|                                                                              | Josefa Idem (1964)            | 28 avril 2013 – 24 juin 2013 (1 mois et 27 jours)            |       | PD      | Letta             |
| Poste non-pourvu                                                             |                               |                                                              |       |         |                   |
|                                                                              | Elena Bonetti (1974)          | 5 septembre 2019 – 14 janvier 2021 (1 an, 4 mois et 9 jours) |       | IV      | Conte II          |
| 13 février 2021 – 22 octobre 2022 (1 an, 8 mois et 9 jours)                  | Elena Bonetti (1974)          | Draghi                                                       |       | IV      |                   |
|                                                                              | Eugenia Roccella (1953)       | depuis le 22 octobre 2022 (2 ans, 7 mois et 28 jours)        |       | Fdl     | Meloni            |
| Titres successifs : - Famille, Natalité et Égalité des chances (depuis 2022) |                               |                                                              |       |         |                   |